# Фернанда Мота
Фернанда Мота (порт. Fernanda Motta; 29. мај 1981) је бразилски модел, глумица и водитељка емисије Бразилски топ модел. Рођена је у граду Кампос дос Гојказес у савезној држави Рио де Жанеиро, у Бразилу. Као модел је откривена са 16 година на плажи у близини Рио де Жанеира, и од тада је красила многобројне насловне стране, као и модне и козметичке кампање.